# Forfulgt af Loven
Forfulgt af Loven er en amerikansk stumfilm fra 1920 af Lambert Hillyer.

## Medvirkende
- William S. Hart som Kelly
- Ann Little som Rose Tierney
- Tom Santschi som Tierney
- Gertrude Claire som Mother Kelly
- Frank Thorwald som Jim Kelly
- George Williams som Riley
- Barbara Bedford som Nora